# اسماعیلیه یک
اسماعیلیه یک، روستایی در دهستان موران بخش سویسه شهرستان کارون در استان خوزستان ایران است.

## جمعیت
بر پایه سرشماری عمومی نفوس و مسکن در سال ۱۳۹۵، جمعیت این روستا ۵۸۸ نفر (۱۵۶ خانوار) بوده است.